# Відьмак (оповідання)
Відьмак - перша історія про відьмака Ґеральта від Анджея Сапковського. Опубліковано в грудневому номері щомісячника «Фантастика» за 1986 рік. Він був перевиданий у збірках Відьмак (Репортер, 1990) і Останнє бажання (перше видання SuperNOWA, 1993). Ґеральт з Рівії береться за завдання зняти чари принцеси, перетвореної на химеру-стригу .

## Публікація та рецепція оповідання
Повість «Відьмак» була написана Анджеєм Сапковським на конкурс, оголошений місячником «Фантастика», де вона посіла третє місце. Переможцем конкурсу став Марек Губерат з оповіданням «Ти веенувся, Снеогг…». Історія отримала приголомшливий резонанс, а персонаж відьмака швидко став популярним. Ґеральт став героєм наступних оповідань і п'ятитомної саги, а також багатьох екранізацій та комп'ютерних ігор заснованих на них.

## Сюжет
Головний герой повісті - Відьмак, професійний вбивця чудовиськ, приїжджає до Візими, столиці Темерії, і зупиняється на ніч у корчмі «Під Лісем». Він відомий як рівієць за його акцентом. Кілька постояльців трактиру нападають на відьмака (рівійці мають погану репутацію), але він вбиває їх. Вартові заарештовують його і відводять до правителя Візими Велерада, чого відьмак здається і домагався.
Відьмак представляється як Ґеральт із Рівії та розповідає, що прийшов виконати замовлення короля Темерії Фольтеста. Велерад радить йому проти цього і пояснює справу: Фольтест вчинив інцест зі своєю сестрою Аддою, і від цього союзу народилася його дочка. І Адда, і її дочка померли відразу після пологів і були поховані. Через кілька років дочка вийшла з могили химерою-стригою і почала тероризувати місто. Фольтест, однак, вважає, що вампіра можна розчарувати. Велерад пропонує Ґеральту просто вбити стригу.
Геральт зустрічається з Фольтестом, Велерадом і двома вельможами: Острітом і Сегеліном. Фолтест йде, а решта розповідають відьмаку про зовнішній вигляд і поведінку стриги. Також приводять свідка, якого вона поранила.
Фольтест інкогніто відвідує Ґеральта і розпитує, чи дійсно можна зняти чари зі стриги. Ґеральт підтверджує і дає королю останню пораду та попередження. Фолтест хоче піти до склепу з відьмаком, але той не дозволяє із міркувань безпеки.
Геральт готується до бою іх химерою: п'є відьмаське зілля, налаштовує срібний меч та знаряддя. По дорозі він зустрічає Остріта, який намагається його підкупити та переконати втекти, переслідуючі власні політичні мотиви, але відьмак відмовляється і робить вельможу непритомним.
Остріт прокидається і дізнається, що Ґеральт хоче використати його як приманку для стриги. Перед тим, як відпустити його, вельможа зізнається Адді в коханні і каже, що в своєму гніві це він прокляв її дочку, і що на даний час очолює заколот проти Короля. Відьмак приймає до уваги його розповідь, та довіряє його долю на суд випадку, відпустивши за деякий час раніше, ніж стрига вийшла зі склепу.
Потім відьмак почав боротьбу зі стригою, використовуючи срібну зброю та відьмацькі знаки. Зрештою, він звертає ненависть демона проти неї самої, змушуючи її втекти. Потім він пішов у склеп і ліг у гробницю, заблокувавши відьмачим Знаком (щоб зняти чари стриги, їй довелося змусити провести ніч поза склепом) і впав у летаргію за допомогою зілля  .
Прокинувшись, Ґеральту виявив, що чари зі стриги зняті, проте бій ще не було закінцено .
Через два дні відьмак прокинувся. Велерад, який охороняв його, повідомив йому, що стрига була розчарована, а він був перев'язаний і отримав свою нагороду. Геральт знову заснув .

## Представлений світ
Сюжет «Відьмака» розгортається у вигаданому світі. Дія повісті відбувається у Візимі, столиці Темерії. Подальші оповідання публікувалися з порушенням хронологічного порядку, що ускладнює розшифровку часу подій.
Ви можете розмістити «Відьмака» після оповідання «Питання ціни» та перед оповіданням «Голос розуму» .
Це часи правління Фольтеста, царя Темерії, Понтара і Махакама . Іншими вигаданими землями, згаданими в історії, є Новіград (столиця Реданії ), правителем якої є Візімір і з якою Фольтест має політичні контакти, і Рівія, звідки родом Ґеральт (або, принаймні, як він стверджує, це було піддано сумніву, серед іншого, в оповіданні Something More )  .
У світі Ґеральта є такі фантастичні істоти, як василіски, дракони, потопельники, вовкулаки, упирі, перевертні, вампіри, леші, русалки і, звичайно, стригої. Воно просякнуте магією, там часто зустрічаються фантастичні істоти. Вони є неприємним, але не надто набридливим елементом природи. Вони також є сигналом трансформації та змін, що відбуваються у світі оповідання. Верлерад під час розмови з Ґеральтом згадує, що двадцять років тому світ був іншим і не був сповнений жахливих істот, а професія відьмака була непотрібна  .

## Форма твору
Історія містить понад 8000 слів. Вона написана від третьої особи, у минулому часі. Оповідач розповідає про події з історичної точки зору. Він розкриває себе в першому абзаці оповідання «Пізніше казали, що цей чоловік прийшов з півночі...», таким чином поміщаючи себе всередину представленого світу, як людину, яка була піддана історіям і чуткам про відьмака. Незважаючи на це, оповідач має доступ до думок і почуттів головного героя  .
Стиль оповідача та героїв багатостильовий, з багатим словниковим запасом. Там багато архаїзмів : «dworzyszcze», «grododzierzca», «wielmoga», а також неологізмів : «nadbakart», «oreny». Крім розмовної мови : «łeb», «nażre», існує професійна лексика : «неофіційний візит», «професійна етика». Вирази двох різних стилів розташовані поруч як контраст, наприклад, стриманий, професійний стиль відьмака з розмовними, часто вульгарними висловлюваннями жителів Візими, або мова короля Фольтеста, яка суттєво відрізняється від очікуваної офіційної стиль: «Ми не граємо в дипломатію»   .

## Архетип
У своїх оповіданнях Анджей Сапковський часто використовує міфи, казки та народні оповідання як джерело натхнення, і так само часто перевертає оповіді, щоб підкреслити темнішу, менш очевидну сторону історії.
В основу свого оповідання «Відьмак» поклав оповідання Roman Zmorski «Стрига», опубліковане 1852 року в збірці «Поданія і башні люду».
На перший погляд сюжет «Стриги» здається ідентичним оповіді Сапковського, за винятком другорядних деталей.
Молодий сирота Марцин приїжджає в місто в супроводі старого, якого він раніше зустрічав, де дізнається про оголошення короля. Він шукає сміливця, який би врятував принцесу, його доньку, перетворену на стригу. Натомість цей сміливець отримає всі почесті та щедру винагороду. Стрига, за оповіданням корчмаря, є покаранням за кровозмісні стосунки короля з його сестрою. Марцин вирішує зняти чари з принцеси, залишившись у склепі на три ночі .

Сапковський вирішив зробити кілька фундаментальних змін, найбільша з яких – зміна головного героя. Як він каже в одному з інтерв'ю:
Це була моя мистецька мета – розбити казковий топос і перетворити його на фантазію. Я сподівався, що цей жарт про те, що монстра б'є не швець, а професійний відьмак, буде зрозумілий читачеві  .
Марцин — дитина, яка, окрім хоробрості, віри та благих намірів, мало що може запропонувати щодо стригою. Всі його знання отримані від його наставника, мудрого старого, якого він врятував від лиходіїв на початку історії. Геральт відступає від казкових стереотипів; він перш за все професіонал. Він не з'являється у Візимі випадково чи за магічним збігом подій. Він приходить в королівство з певною метою - заробити грошей. Завдяки своїм здібностям він не потребує наставника, а іноді навіть сам бере на себе роль наставника (наприклад, даючи Фольтесту поради щодо догляду за розчарованою принцесою).
Головною віссю сюжету повісті Зморського, і водночас найобширнішою її частиною, є боротьба Марцина зі стригою — випробування його віри. Перемога в цьому випробуванні спричиняє його перетворення з сироти на принца (через одруження з розчарованою принцесою). У творах Сапковського сама боротьба займає не таку велику частину тексту. Сюжет скоріше служить для створення головного героя. Сцена бійки набуває цінності, оскільки за нею стоїть палацова інтрига — план Остріта послабити королівську владу та скинути Фольтеста з престолу, симпатія Ґеральта до Фольтеста, а також страждання та любов короля до його дочки.
В оповіданні Зморського стрига виступає лише як елемент жаху. Це зображення зла, яке бореться з добром, перешкода, подолання якої гарантує трансформацію героя. Розмовляє по-людськи, дає поради героям і оголошує, що кожного дня когось з’їсть. У Сапковського стрига викликає в читача жаль; це жертва, захоплена в жахливій формі гнівом Остріта. Позбавлена своєї людяності, вона не може говорити. Частота її нападів також менша (1 людина на місяць, якщо хтось сам не приходить до її склепу), що надає їй тваринних рис і позбавляє її дії навмисної злоби. Вона вбиває, тому що голодна, а не тому, що вона жорстока. Після зняття закляття вона все ще психічно пошкоджена.

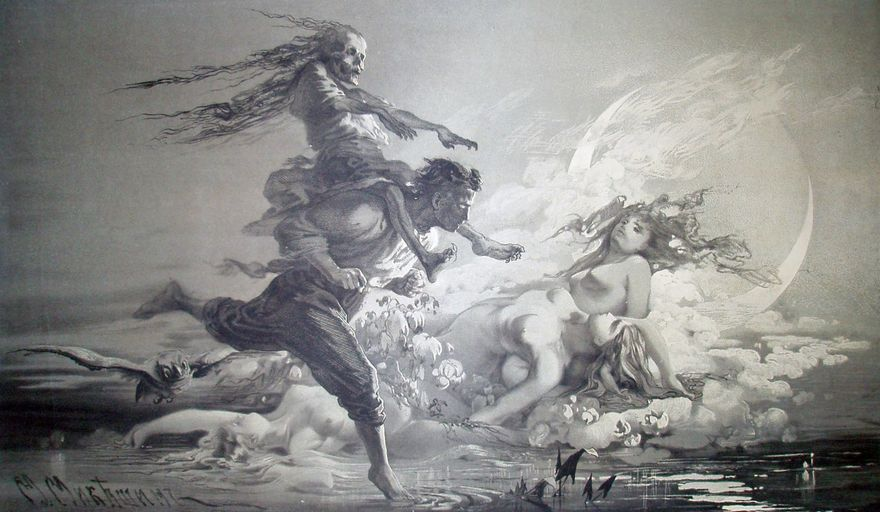
Відьма на Хомі (кін. XIX) ілл.Михайло Микешин до повісті "Вій"

Повість, створена Сапковським частково є пародійною, автор ламає казкові концепції.
Схожі елементи слов'янської міфології та зустрічаються в повісті Миколи Гоголя Вій (1835).

## Адаптації
- Польський серіал Відьмак (2008), 8 епізод «Перехрестя»;
- Американський серіал Відьмак 2019 року від Netflix. Елементи історії з’являються в 3-му епізоді 1 сезону «Зрадник місяць» (en. Betrayer Moon);
- Інтро до комп’ютерної гри «Відьмак» (2007), показує сцену бою Ґеральта зі стригою (створено Томашем Багінським);
- Комікс «The Witcher (Prószyński i S-ka)[en]» (1993) Анджея Сапковського, Мацея Паровського і Богуслава Полха .

## Виноски
1. 1 2  , SuperNowa., "Ostatnie życzenie"
2. ↑  Dwa słowa – dwa światy (pl-PL) , 13 березня 2017
3. ↑  Марек С. Хуберат. Ты вейнулся Снеогг Я знаала... | Публикации | Вокруг Света. www.vokrugsveta.ru (рос.). Процитовано 29 січня 2024.
4. 1 2 3 4 5 6  Sapkowski та ін., 2014.
5. ↑  , SuperNowa., "Miecz przeznaczenia"
6. 1 2 3  , Magdalena Roszczynialska, "Nowa baśń. Strzyga Romana Zmorskiego i Wiedźmin Andrzeja Sapkowskiego"
7. 1 2  Wszelka władza w ręce bab (pl-PL) , 13 березня 2017
8. ↑  , Roman Zmorski, "Podania i baśni ludu w Mazowszu"